# Elaeosticta transitoria
Elaeosticta transitoria är en flockblommig växtart som beskrevs av Jevgenij Korovin. Elaeosticta transitoria ingår i släktet Elaeosticta och familjen flockblommiga växter. Inga underarter finns listade i Catalogue of Life.